# Wirtschaft Nordrhein-Westfalens

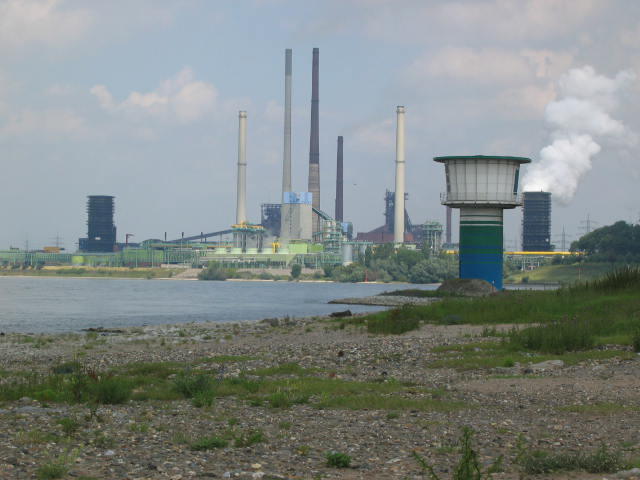
Werk von ThyssenKrupp bei Duisburg. Thyssen Krupp ist das größte der verbliebenen Unternehmen aus der Montanindustrie.

Die Wirtschaft Nordrhein-Westfalens ist gemessen am Bruttoinlandsprodukt (2022: 793,8 Milliarden Euro) die größte Volkswirtschaft aller deutschen Länder. In Nordrhein-Westfalen wird rund 22 % des deutschen Bruttoinlandsprodukts erzeugt.
Besonders kennzeichnend sind die industriellen Zentren an Rhein und Ruhr, die ihre Wurzeln maßgeblich in der Montanindustrie haben. Wiederkehrende Stahl- und Kohlekrisen nach dem Zweiten Weltkrieg führten im Land zu einem tiefgreifenden Strukturwandel hin zu einer heute vor allem durch den Dienstleistungssektor geprägten Wirtschaft.

## Geschichte

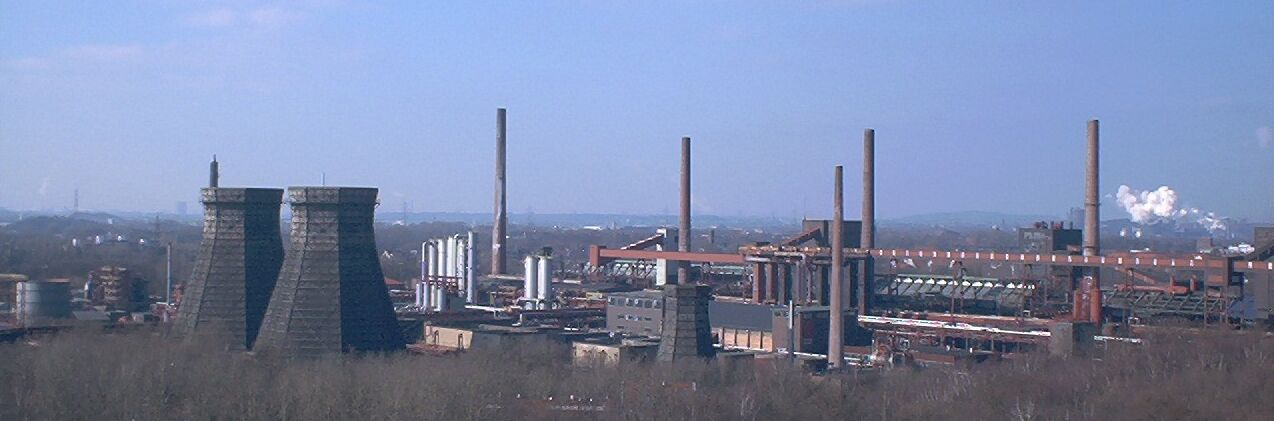
Die Kokerei und Zeche Zollverein gehörte einst den Haniels, die heute noch im Besitz eines der größten Unternehmen des Landes sind.

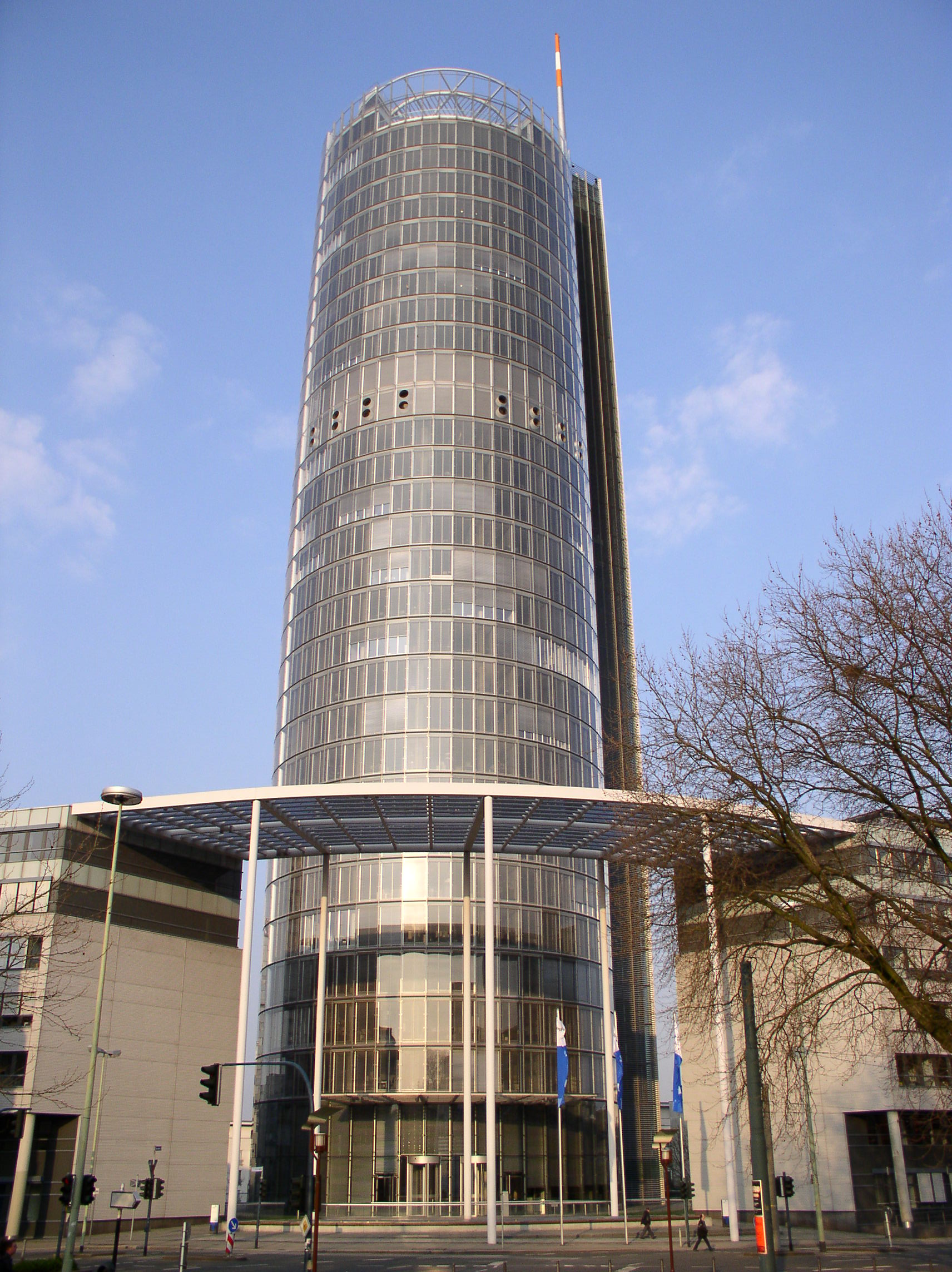
RWE-Group-Center, Essen. Sitz des nach Umsatz siebtgrößten Unternehmens des Landes

Weltkulturerbe Zeche Zollverein in Essen. Denkmal der Montanindustrie im Ruhrgebiet

Land von Kohle und Stahl war in den 1950er und 1960er Jahren eine durchaus treffende Selbst- und Fremdbeschreibung für Nordrhein-Westfalen. Das montanindustrielle Ruhrgebiet war nach dem Wiederaufbau wieder eine der wichtigsten Industrieregionen Europas und hat zum Wirtschaftswunder nicht nur im Land, sondern in der gesamten Bundesrepublik entscheidend beigetragen.
Allerdings ist hervorzuheben, dass andere Regionen in Nordrhein-Westfalen eine wesentlich längere gewerbliche Tradition aufweisen als das erst im 19. Jahrhundert industrialisierte Ruhrgebiet. Die Textilindustrie hatte etwa in Ostwestfalen, in Teilen des bergischen Landes (Wuppertal), im Raum Krefeld-Mönchengladbach, im Westmünsterland und anderen Teilen des Landes den Übergang vom Heimgewerbe zur Fabrikproduktion bereits um 1800 erfolgreich vollzogen. In weiten Teilen Südwestfalens und des Bergischen Landes war die Eisenerzeugung und -verarbeitung in unterschiedlichen Formen seit der frühen Neuzeit verbreitet. Andere Teile des Landes blieben dagegen lange Zeit weiter landwirtschaftlich geprägt. Dazu gehörte etwa das obere Sauerland, weite Teile des Niederrheins, die Eifel, weite Teile des Münsterlandes und des Hochstifts Paderborn. Nicht zu vergessen ist, dass sich am Rhein und anderen Standorten etwa mit der Chemieindustrie und dem Maschinenbau im späten 19. und frühen 20. Jahrhundert für das Land wichtige neue Industriezweige ansiedelten. Dagegen blieb der in der zweiten Hälfte des 20. Jahrhunderts die für andere Länder bedeutende Automobilindustrie (sieht man einmal von den Deutz-/ und Ford-Werken in Köln und später der Opel-Fabrik in Bochum und dem Mercedes-Benz-Sprinter-Werk in Düsseldorf ab) unterentwickelt. Insgesamt aber kam keine dieser Regionen an die wirtschaftliche und bevölkerungsgeschichtliche Dynamik des „Reviers“ heran.
Spätestens seit den 1960er Jahren begannen sich die negativen Seiten dieser industriellen Monostruktur zu zeigen. Immer wiederkehrende Stahl- und Kohlekrisen ließen den montanindustriellen Sektor immer mehr zusammenschmelzen. Zwar blieben Montanunternehmen wie die RAG Aktiengesellschaft oder ThyssenKrupp regional wichtige Arbeitgeber, waren aber keine Wachstumsmotoren mehr. Dagegen erlebten im produzierenden Sektor die mittelbetrieblichen Unternehmen jenseits des Ruhrgebiets insbesondere im Maschinenbau, der metall- und eisenverarbeitenden Industrie einen erheblichen Aufschwung. Während in Teilen des Ruhrgebiets und den Großstädten des Rheinlandes der Bildungs-, Medien- und Dienstleistungssektor ein immer stärkeres Gewicht erlangten, nahm der gewerbliche Beschäftigtenanteil in ehemals eher peripheren Regionen mit mittelständischer Wirtschaftsstruktur deutlich zu. Im Sauerland sind etwa heute deutlich mehr Menschen im produzierenden Gewerbe beschäftigt als im Ruhrgebiet. Der Strukturwandel fiel in Nordrhein-Westfalen regional sehr unterschiedlich aus. Das Ruhrgebiet und die Großstädte im „Bergischen Städtedreieck“ (Remscheid, Wuppertal, Solingen) wurden durch die Strukturkrise der montanindustriellen Monostruktur hart getroffen. Die Arbeitslosigkeit war und ist dort teilweise deutlich über dem Landesdurchschnitt. Dem versuchte die Landesregierung durch strukturpolitische Maßnahmen beizukommen, etwa durch das Aktionsprogramm Ruhr (1979–1984) und durch die Internationale Bauausstellung Emscher Park (1989–1999), weitgehend allerdings ohne durchgreifenden, strukturellen Erfolg. Anders verlief es in den anderen Regionen. Die Städte am Rhein, vor allem die Großstädte Düsseldorf, Neuss, Köln und Bonn können seit Jahren sehr gute Wirtschaftsdaten aufweisen. Düsseldorf selbst gehört zu den fünf wirtschaftsstärksten Städten Deutschlands. Das Münsterland und das Bergische Land (mit Ausnahme des Städtedreiecks) erleben einen sehr starken Rückgang der Arbeitslosigkeit. Dieser ist mittlerweile deutlich unter dem Landes- und Bundesdurchschnitt.

## Wirtschaftsleistung
Trotz des Strukturwandels und des jahrelangen unterdurchschnittlichen Wirtschaftswachstums bildete das Land mit einem BIP von 669,7 Milliarden Euro im Jahr 2016 das wirtschaftsstärkste Land Deutschlands. Das Land erwirtschaftet damit rund 21,04 Prozent (Jahr 2012) der deutschen Wirtschaftsleistung. Jeder Nordrhein-Westfale erzielte 2016 statistisch eine Wertschöpfung von rund 37.485 Euro (Deutschland: circa 37.128 im Jahr 2015). Jeder Erwerbstätige erwirtschaftete 2015 statistisch rund 70.542 Euro (Deutschland: circa 70.437). Damit bewegt sich Nordrhein-Westfalen in der Pro-Capita-Betrachtung im Mittelfeld der Länder Westdeutschlands (nur Baden-Württemberg, Bayern, Bremen, Hamburg und Hessen erzielten 2012 je Einwohner ein höheres BIP in der Bundesrepublik). Im Vergleich mit dem BIP der EU, ausgedrückt in Kaufkraftstandards, erreichte Nordrhein-Westfalen im Jahr 2014 einen Index von 124,0 (EU 28: 100 Deutschland: 126,0).
Folgende Tabelle fasst die Entwicklung der Wirtschaftsleistung seit 1992 zusammen:
| Jahr | BIP in Mio. € | Veränderung gegenüber dem Vorjahr | BIP je Einwohner in tausend € |
| ---- | ------------- | --------------------------------- | ----------------------------- |
| 1991 | 379.622       | –                                 | 21.791                        |
| 1992 | 400.291       | 5,4                               | 22.784                        |
| 1993 | 403.742       | 0,9                               | 22.841                        |
| 1994 | 416.209       | 3,1                               | 23.477                        |
| 1995 | 431.311       | 3,6                               | 24.258                        |
| 1996 | 432.774       | 0,3                               | 24.271                        |
| 1997 | 443.231       | 2,4                               | 24.821                        |
| 1998 | 454.786       | 2,6                               | 25.470                        |
| 1999 | 459.292       | 1,0                               | 25.725                        |
| 2000 | 468.890       | 2,1                               | 26.259                        |
| 2001 | 479.665       | 2,3                               | 26.846                        |
| 2002 | 488.169       | 1,8                               | 27.293                        |
| 2003 | 488.368       | 0,0                               | 27.305                        |
| 2004 | 501.679       | 2,7                               | 28.073                        |
| 2005 | 508.544       | 1,4                               | 28.497                        |
| 2006 | 525.442       | 3,3                               | 29.505                        |
| 2007 | 558.003       | 6,2                               | 31.412                        |
| 2008 | 572.389       | 2,6                               | 32.335                        |
| 2009 | 550.378       | −3,8                              | 31.227                        |
| 2010 | 566.173       | 2,9                               | 32.230                        |
| 2011 | 588.785       | 4,0                               | 33.558                        |
| 2012 | 596.332       | 1,3                               | 33.980                        |
| 2013 | 610.047       | 2,3                               | 34.735                        |
| 2014 | 631.568       | 3,5                               | 35.874                        |
| 2015 | 648.714       | 2,7                               | 36.544                        |
| 2016 | 669.676       | 3,2                               | 37.485                        |

Jeder Arbeitnehmer in Nordrhein-Westfalen erhielt statistisch im Jahr 2012 ein Bruttoarbeitsentgelt von 31.109 Euro. Dieser Wert liegt nur leicht über dem bundesdeutschen Schnitt von 30.330 €.

## Arbeitsmarkt
Die Zahl der Erwerbstätigen in Nordrhein-Westfalen liegt bei rund 8,9 Millionen im Jahresdurchschnitt für das Jahr 2012. Die Arbeitslosenquote beträgt 7,5 % (Dezember 2024). Dieser Wert liegt über der bundesdeutschen und westdeutschen Arbeitslosenquote (Deutschland: 6,0 % (Dezember 2024). Westdeutschland: 5,7 % (Dezember 2024)). Die Arbeitslosigkeit ist nach Bremen die zweithöchste aller westdeutschen Länder.
| Jahr | Erwerbstätige in Tsd. (Jahresdurchschnitt) | Arbeitslosenquote in Prozent (jeweils 31. Dez.) |
| ---- | ------------------------------------------ | ----------------------------------------------- |
| 1991 | 8.053,8                                    | 7,9                                             |
| 1992 | 8.127,8                                    | 8,0                                             |
| 1993 | 8.019,6                                    | 9,6                                             |
| 1994 | 7.942,3                                    | 10,7                                            |
| 1995 | 7.916,4                                    | 10,6                                            |
| 1996 | 7.952,8                                    | 11,4                                            |
| 1997 | 8.006,9                                    | 12,2                                            |
| 1998 | 8.166,0                                    | 11,7                                            |
| 1999 | 8.346,4                                    | 11,2                                            |
| 2000 | 8.604,8                                    | 10,1                                            |
| 2001 | 8.567,1                                    | 9,6                                             |
| 2002 | 8.533,4                                    | 10,1                                            |
| 2003 | 8.447,1                                    | 10,9                                            |
| 2004 | 8.495,9                                    | 11,2                                            |
| 2005 | 8.489,7                                    | 13,2                                            |
| 2006 | 8.534,8                                    | 12,6                                            |
| 2007 | 8.675,6                                    | 10,5                                            |
| 2008 | 8.791,7                                    | 9,3                                             |
| 2009 | 8.771,1                                    | 9,9                                             |
| 2010 | 8.783,5                                    | 9,6                                             |
| 2011 | 8.915,4                                    | 8,9                                             |
| 2012 | 9.003,7                                    | 8,9                                             |
| 2013 | 9.055,7                                    | 9,2                                             |
| 2014 | 9.112,7                                    | 9,1                                             |
| 2015 | 9.196,2                                    | 8,8                                             |
| 2016 | 9.270,0                                    | 7,7                                             |

Die zehn wichtigsten Standorte sozialversicherungspflichtiger Beschäftigung sind (Arbeitsortangaben):
| Stadt      | sozialvers. Beschäftigte 30. Juni 2012 | Veränderung seit 30. Juni 2007 | Pendlersaldo 30. Juni 2012 | Arbeitsplatzdichte 1 |
| ---------- | -------------------------------------- | ------------------------------ | -------------------------- | -------------------- |
| Köln       | 485.167                                | + 9,35 %                       | + 129.486                  | 725                  |
| Düsseldorf | 371.122                                | + 8,12 %                       | + 160.795                  | 972                  |
| Essen      | 224.130                                | + 7,06 %                       | + 45.027                   | 631                  |
| Dortmund   | 204.782                                | + 8,34 %                       | + 23.727                   | 563                  |
| Duisburg   | 158.486                                | + 3,55 %                       | + 6.174                    | 520                  |
| Bonn       | 158.436                                | + 8,07 %                       | + 54.871                   | 798                  |
| Münster    | 146.112                                | + 9,53 %                       | + 45.689                   | 742                  |
| Bielefeld  | 134.236                                | + 6,87 %                       | + 26.121                   | 655                  |
| Bochum     | 125.864                                | + 1,77 %                       | + 8.316                    | 543                  |
| Aachen     | 114.952                                | + 7,32 %                       | + 39.746                   | 723                  |

## Wirtschaftsstruktur
Auch wenn immer noch Teile des alten Reviers hohe Arbeitslosenzahlen aufweisen, ist der Strukturwandel von der Industrie- zur Wissensgesellschaft in den industriellen Kernen insgesamt in den letzten Jahrzehnten weit fortgeschritten. Der Dienstleistungssektor ist dabei mittlerweile der Sektor mit den meisten Beschäftigten. Insgesamt unterscheidet sich die sektorale Verteilung der Erwerbstätigen nunmehr unwesentlich vom Bundesdurchschnitt. Folgende Tabelle zeigt die Entwicklung seit 1950:
| Sektor                                   | 1950 | 1961 | 1970 | 1987 | 1992 | 1996 | 2006 | 2009 |
| ---------------------------------------- | ---- | ---- | ---- | ---- | ---- | ---- | ---- | ---- |
| Land-/Forstwirtschaft                    | 11,7 | 6,6  | 3,5  | 2,4  | 1,9  | 1,7  | 1,4  | 1,5  |
| Produzierendes Gewerbe (mit Baugewerbe)  | 54,2 | 56,2 | 53,8 | 40,7 | 38,5 | 34,1 | 24,5 | 23,7 |
| Handel, Verkehr, Nachrichtenübermittlung | 16,7 | 17,7 | 18,5 | 20,0 | 20,6 | 21,1 | 26,2 | 26,2 |
| Sonstige Dienstleistungen                | 17,4 | 19,4 | 24,3 | 36,9 | 39,0 | 43,1 | 47,9 | 48,6 |

Quelle: 1950–1996; 2006; 2009

## Unternehmen

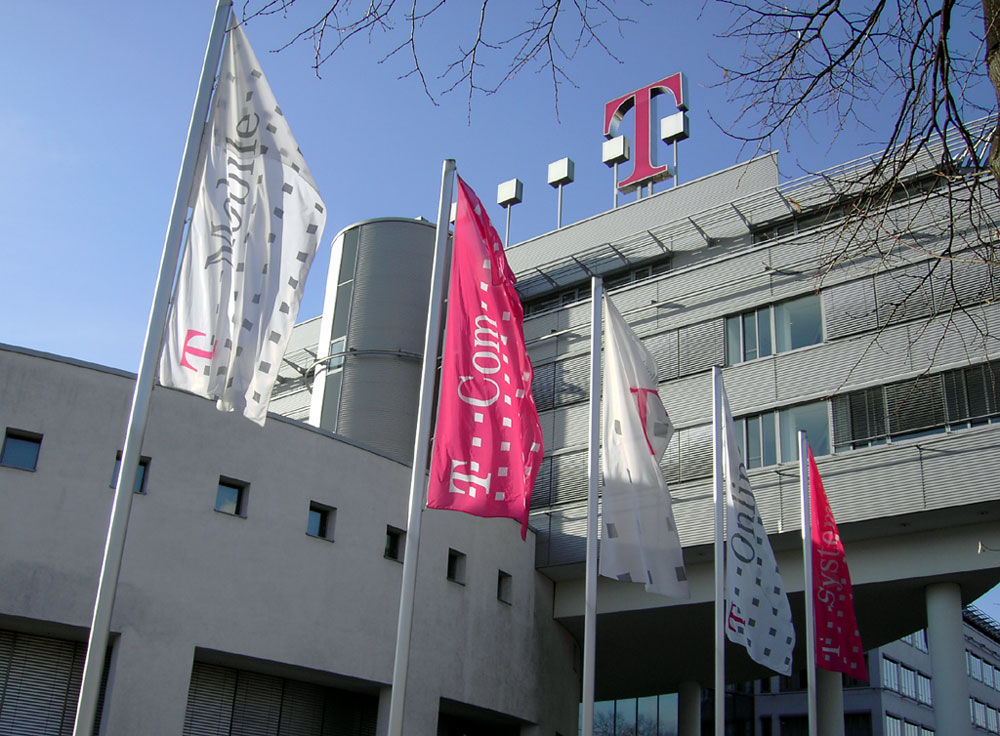
Hauptsitz der Deutschen Telekom AG in Bonn, des nach Umsatz zweitgrößten Unternehmens des Landes Nordrhein-Westfalen

Nach Erhebungen des amerikanischen Wirtschaftsmagazins Fortune hatten im Jahr 2019 zehn der fünfhundert umsatzstärksten Unternehmen der Welt ihren Hauptsitz in Nordrhein-Westfalen. Außerdem haben 10 der 30 DAX-Unternehmen ihren Firmensitz in NRW: Deutsche Post und Deutsche Telekom in Bonn, Vonovia in Bochum, Henkel in Düsseldorf, E.ON, RWE und thyssenkrupp in Essen, Lufthansa in Köln sowie Bayer und Covestro in Leverkusen.
Die 10 umsatzstärksten Unternehmen des Landes im Jahr 2019 waren:
| - 01. Uniper (Umsatz: 92,3 Mrd. US-$) - 02. Deutsche Telekom (89,3) - 03. Deutsche Post (75,0) - 04. RWE (56,0) - 05. thyssenkrupp (50,9) - 06. Bayer (46,7) - 07. Metro (43,5) - 08. Lufthansa (42,3) - 09. E.ON (35,7) - 10. Ceconomy (26,1) |

Quelle: Fortune Global 500, Stand September 2019
Daneben gibt es zahlreiche familiengeführte Unternehmen. Von den eintausend umsatzstärksten Familienunternehmen Deutschlands waren 2018 mit 265 die bundesweit meisten in Nordrhein-Westfalen angesiedelt. Auch im Bereich der mittelständischen Unternehmen liegt laut einer Analyse des Mediums Die Deutsche Wirtschaft das Land auf Rang 1 im Bundeslandvergleich.
In Nordrhein-Westfalen sitzen zudem die meisten Hidden-Champions (293 Stück). Allein 150 dieser Weltmarktführer sitzen in Südwestfalen, der drittgrößten Industrieregion Deutschlands.

## Wirtschaftsförderung und Auslandsinvestitionen
Die landeseigene Wirtschaftsförderungsgesellschaft NRW.Invest ist zuständig für die Akquisition und die Betreuung von ausländischen Unternehmen und das internationale Marketing für den Wirtschaftsstandort Nordrhein-Westfalen.
Deutschlandweit kann das Land mit rund 135 Millionen € (29 Prozent aller Direktinvestitionen in Deutschland, beide Stand Ende 2009) die meisten ausländischen Direktinvestitionen aller deutschen Länder verbuchen. National führend ist dabei die Stadt Düsseldorf (Stand 2011), in Nordrhein-Westfalen gefolgt von Köln. Einen Sitz, in vielen Fällen auch Tochterunternehmen, in Nordrhein-Westfalen haben beispielsweise die ausländischen Großunternehmen BP, 3M, Ericsson, Ford, LG Electronics, QVC, Toyota oder Vodafone.

## Land- und Forstwirtschaft

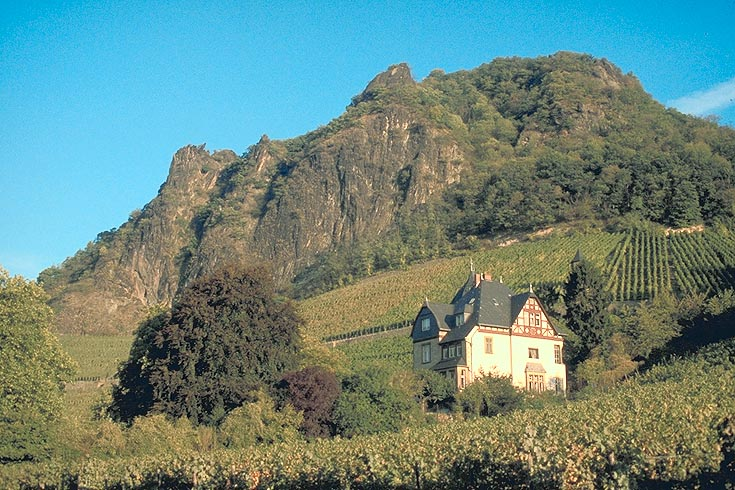
Am Drachenfels liegt ein Teil der nordrhein-westfälischen Weinberge.

Seit Jahrzehnten sinkt die Anzahl der landwirtschaftlichen Betriebe und der in der Landwirtschaft Beschäftigten im Land. 1970 gab es noch fast 130.000 landwirtschaftliche Betriebe, im Mai 2005 waren es nur noch rund 51.000. Die Lage bei den forstwirtschaftlichen Betrieben war ähnlich. Hier ging die Anzahl der forstwirtschaftlichen Betriebe von rund 11.700 (1979) auf rund 3.000 zurück (Mai 2005). Die forstwirtschaftlich genutzte Fläche – also praktisch fast alle Wälder – stieg im Gegensatz zur landwirtschaftlich genutzten Fläche in den angegebenen Zeiträumen um rund 10 Prozent an. Die landwirtschaftlich genutzte Fläche ging um fast 10 Prozent zurück. Gestiegen ist in beiden Bereichen vor allem die Anzahl der Betriebe mit einer bewirtschafteten Fläche von über 50 Hektar. Die Schwerpunkte der Landwirtschaft sind vor allem das Münsterland, Ostwestfalen-Lippe und die anderen relativ flachen Bereiche außerhalb der Metropolregionen. Rund 70 % des landwirtschaftlich genutzten Landes ist Ackerland. Rund 43 Prozent der gesamten landwirtschaftlichen Nutzfläche ist Anbaufläche für Getreide (v. a. Weizen, Gerste und Corn-Cob-Mix). Die nächstgrößten Anbauflächen werden für Futterpflanzen (11 % der gesamten landwirtschaftlichen Nutzfläche; v. a. Silomais), Zuckerrüben (4 %), Raps und Rübsen (4 %) genutzt. Fast die Hälfte der landwirtschaftlichen Betriebe halten Rinder, etwas über ein Viertel Schweine. Die Region mit den besten qualitativen Agrarflächen in NRW und der höchsten Bodenwertzahl der westlichen Bundesländer ist die Warburger Börde im südlichen Ostwestfalen.

### Weinbau
Die Fläche für den Weinbau ist sehr gering und befindet sich hauptsächlich im Mittelrheintal im Südwesten des Landes. Es handelt sich dabei um den Weinanbau in der Großlage Petersberg im Siebengebirge. Bevorzugt angebaute Rebsorte ist der Riesling, gefolgt von Müller-Thurgau. Der nördlichste „natürliche“ Weinberg am Rhein liegt in Bornheim-Roisdorf, einer Lage im Vorgebirge, fünf Kilometer nördlich von Bonn. In geringem Umfang wird Weinbau neuerdings auch wieder an der ehemaligen Abtei Corvey im Weserbergland betrieben.
Die Weinbauer in Nordrhein-Westfalen verfügten bisher über Pflanzrechte für eine Fläche von gut 21 Hektar. Nachdem sich das Gebiet 2016 um einen Hektar vergrößerte, gab es 2017 immerhin einen Zuwachs von 2,4 Hektar genehmigter Fläche. Zum Vergleich: Im Bundesgebiet gibt es gut 100.000 Hektar Weinanbaufläche, rund zwei Drittel davon liegen in Rheinland-Pfalz. Nur etwa 0,0002 Prozent der deutschen Weinbaufläche sind also in NRW.

## Industrie
Die wichtigsten Industriebranchen des Landes sind der Maschinenbau, die Elektroindustrie, die Automobilindustrie und die Kunststoff- und Chemiebranche.

### Montanindustrie

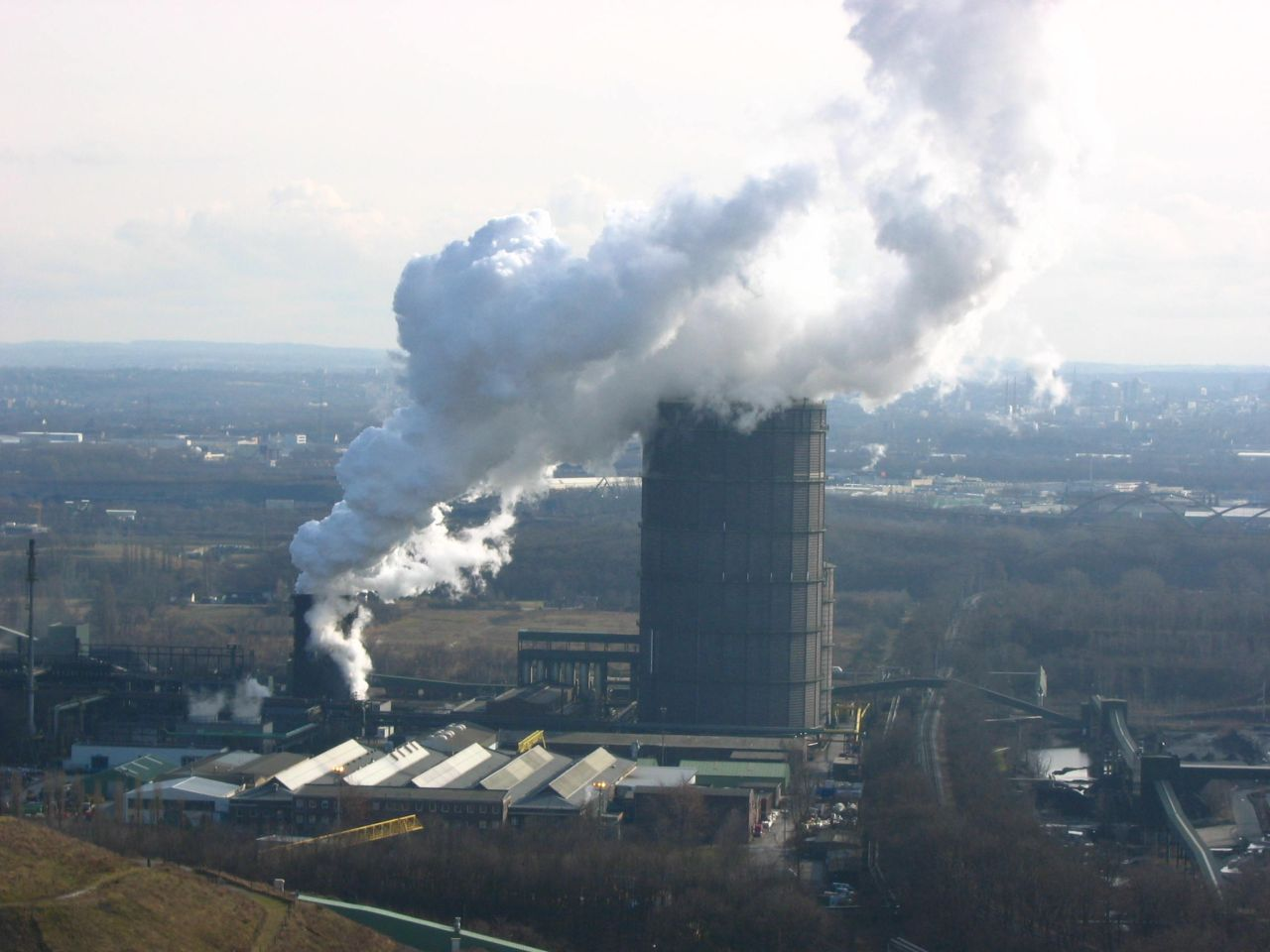
Die Kokerei Prosper in Bottrop

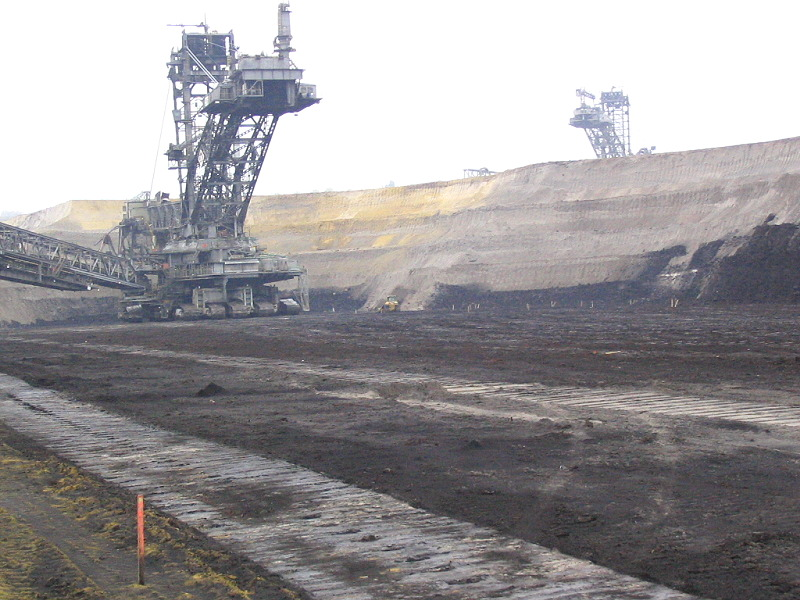
Tagebau Inden

Der Bergbau im Land hat sehr stark an Bedeutung verloren. Zwar sind noch rund 34.000 Menschen (Stand 2010) in dieser Branche beschäftigt (davon 29300 im Kohlebergbau), dies entspricht jedoch weit weniger als 1 % aller Beschäftigten. Zurzeit sind im Land noch drei Steinkohlebergwerke in Betrieb und drei Kokereien (Kokerei Prosper, Kokerei Schwelgern und Kokerei der Hüttenwerke Krupp Mannesmann). Die Steinkohlebergwerke werden alle von der Deutsche Steinkohle AG betrieben. Wenn die Subventionen wie geplant 2018 eingestellt werden, wird die Ära des Steinkohlebergbaus im Land nach heutigem Ermessen beendet sein. Einst waren in Nordrhein-Westfalen rund 660.000 Menschen im Bergbau beschäftigt. In Nordrhein-Westfalen befindet sich mit dem Rheinischen Braunkohlerevier das größte Braunkohlerevier Europas, u. a. mit den Tagebauen Hambach und Garzweiler. Die Braunkohleförderung wurde im Gegensatz zur Steinkohle nie subventioniert. Sie kommt mit sehr wenig Personal aus.

### Maschinenbau
Mit über 207.000 Beschäftigten (21,8 Prozent Anteil in Deutschland) ist der Maschinenbau der größte Industriezweig des Landes. Die Unternehmensstruktur ist weitgehend mittelständisch geprägt. Man zählt rund 1600 Unternehmen im Land. Die Unternehmen fertigen u. a. Werkzeugmaschinen, Aufzüge, Förderanlagen sowie Maschinen für die Textil-, die Bekleidungs- und die Nahrungsmittelindustrie, für den Bausektor und die Land- und Forstwirtschaft.

### Automobilbau
In Nordrhein-Westfalen werden ca. eine Million Pkw und Nutzfahrzeuge pro Jahr produziert, auch wenn im Land keiner der großen deutschen Automobilbauer seinen Hauptsitz hat. Die rund 800 Unternehmen der Automobilbranche und der Zuliefererindustrie beschäftigen im Land über 200.000 Mitarbeiter. Davon entfallen 500 Automotive-Unternehmen und 43.000 Arbeitsplätze auf die Region Südwestfalen, die drei größten Hersteller in Nordrhein-Westfalen sind Ford in Köln, Opel in Bochum, und Daimler AG in Düsseldorf. Insgesamt sind etwa 30 Prozent der deutschen Zulieferunternehmen im Land beheimatet. Zu den größten Zulieferbetrieben gehören Hella, Kirchhoff, Otto Fuchs, Borbet und Kostal.
Zusätzlich haben viele Automobilhersteller ihre Deutschland-Zentralen im Rheinland: PSA Peugeot Citroën (Köln), Toyota und Lexus (Köln), Volvo (Köln), Renault und Dacia (Brühl), Nissan (Brühl), Mazda (Leverkusen).

### Elektrotechnik- und Elektroindustrie
Die Elektrotechnik- und Elektronikindustrie ist mit rund 140.000 Mitarbeitern einer der wichtigsten Branchen des Landes. Insgesamt sind rund 1100 Elektrounternehmen im Land beheimatet. Die Mikrosystemtechnik wurde im Rahmen des Strukturwandels im Ruhrgebiet besonders gefördert. Zentrum der Mikrosystemtechnik in Deutschland ist Dortmund. Hier beschäftigen rund 40 Unternehmen insgesamt über 2000 Mitarbeiter. Als Zentrum der Gebäudeelektrik und -elektronik, Leuchten sowie Tür- und Sicherheitstechnik kann wiederum Südwestfalen gelten. 70 % der deutschen Produktion von Schaltern und Steckdosen sowie jede zweite in Deutschland hergestellte Leuchte kommen aus Südwestfalen. Zu den bekannteren Unternehmen gehören u. a. OBO Bettermann, Busch-Jäger, Trilux, und Mennekes.

### Chemie und Kunststoff

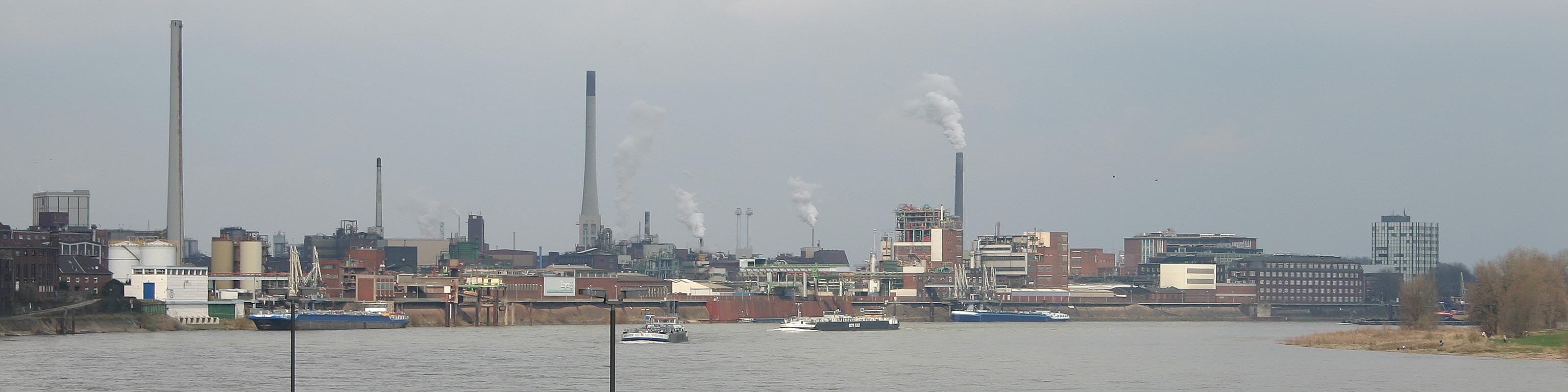
Zweigwerk der Bayer AG in Krefeld-Uerdingen – Ansicht von der Uerdinger Rheinpromenade

Im Ruhrgebiet, hier unter anderem in Marl, vor allem aber entlang des Rheins insbesondere um Leverkusen, Uerdingen und Dormagen hat sich ein beträchtlicher Teil der deutschen Chemieindustrie niedergelassen. Und auch im westfälischen Landesteil finden sich zahlreiche mittelständische Unternehmen, wie z. B. mit dem Unternehmen Brauns-Heitmann, einem der Weltmarktführer für Textilfarben im Ostwestfälischen Warburg, die international sehr erfolgreich agieren.
Rund ein Drittel der deutschen Umsätze in der Chemiebranche werden im Land erwirtschaftet. Somit ist Nordrhein-Westfalen das wichtigste Bundesland für die deutsche Chemieindustrie. Die ca. 420 Unternehmen der Chemiebranche beschäftigen im Land über 90.000 Mitarbeiter.
Der Chemie-Standort Nordrhein-Westfalen beheimatet neben einem breiten Mittelstand auch eine Vielzahl an international tätigen Unternehmen. Bedeutende Unternehmen sind beispielsweise Bayer, Evonik Industries, Henkel und Lanxess. Eine erstklassige Forschungslandschaft sorgt darüber hinaus für die Attraktivität des Produktionsstandorts NRW. Die regionale Initiative ChemCologne übernimmt für das südliche Nordrhein-Westfalen (Regierungsbezirke Düsseldorf und Köln) die Standortvermarktung und hat zum Ziel, die Attraktivität und Wettbewerbsfähigkeit der Chemie-Region weiterzuentwickeln und sie bei in- und ausländischen Investoren noch bekannter zu machen.
Die Gummi- und Kunststoffindustrie umfasst rund 3000 Unternehmen und Organisationen mit weit über 100.000 Beschäftigten. Bekannte Unternehmen sind beispielsweise Basell Polyolefine oder Covestro.

### Metall- und Stahlindustrie
Traditionell und begründet in der Montanindustrie ist die Metall- und Stahlindustrie besonders stark im Land vertreten. Rund 44 Prozent des deutschen Stahls werden hier produziert. Duisburg ist heute bezüglich der Produktionsziffern in diesem Bereich Stahlstandort Nummer eins in Europa. Die mehr als 450 Unternehmen beschäftigen rund 107.700 Menschen. Das entspricht einem Anteil an den Beschäftigten in Deutschland von 43,2 Prozent. Der Umsatz des Sektors belief sich 2006 auf 41,5 Milliarden Euro, fast die Hälfte des deutschen Umsatzes in dieser Branche. Das größte Unternehmen dieser Branche ist ThyssenKrupp. Die frühere Mannesmann AG mit damals noch 130.000 Mitarbeitern wurde 2001 an Vodafone verkauft und zerschlagen. Die Mannesmann-Röhrenwerke wurden an die Salzgitter AG und Vallourec verkauft. 2005 hat Vallourec 100 % der Röhrenwerke übernommen und produziert heute noch nahtlose Stahlrohre in Düsseldorf und Mülheim an der Ruhr.

### Energiewirtschaft

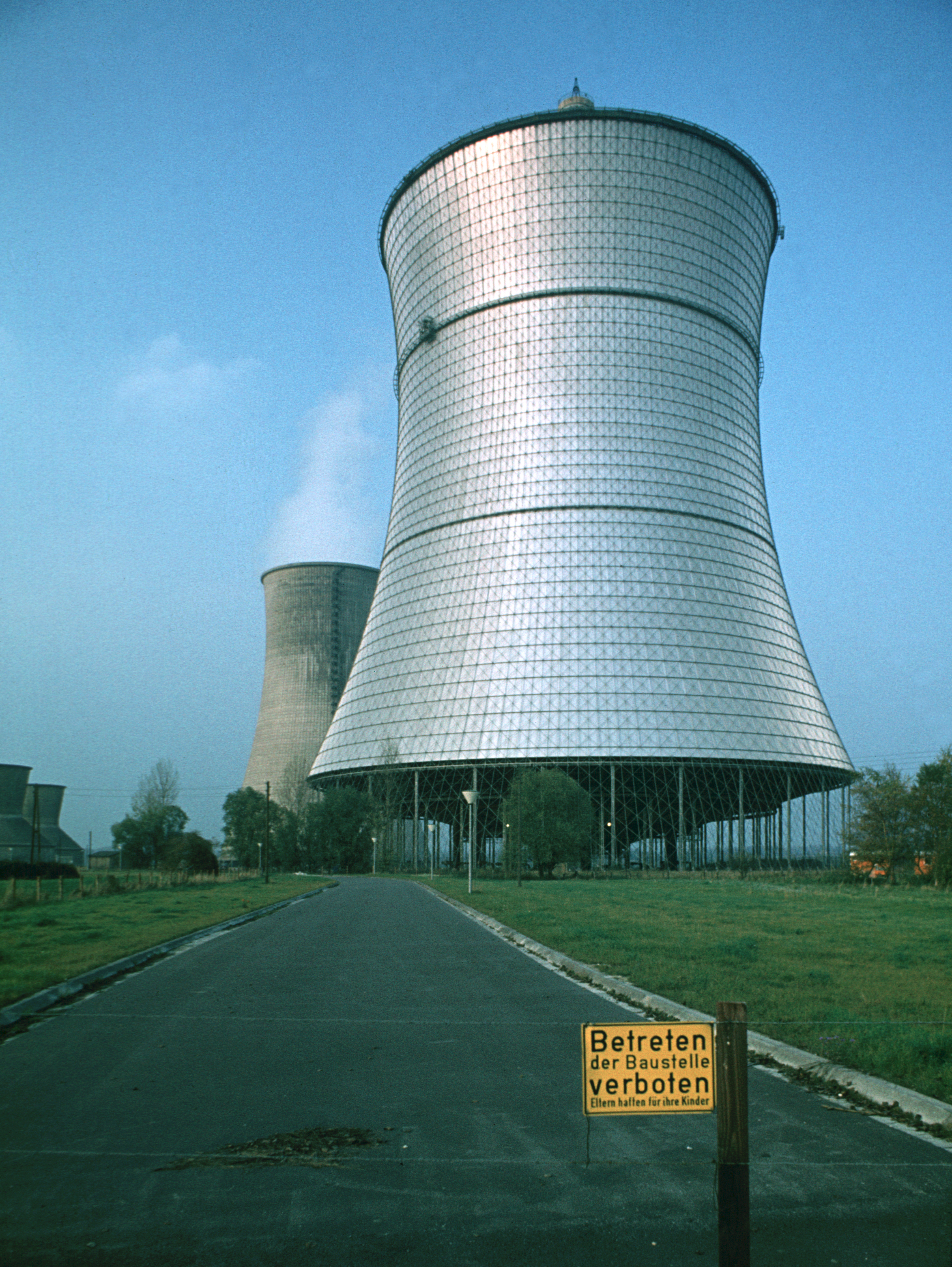
Ehemals höchster Trockenkühlturm der Welt (180 m) des stillgelegten THTR-300 in Hamm. Am 10. September 1991 gesprengt.

NRW ist Standort einiger sehr großer Unternehmen der Energiewirtschaft. Die Stadt Essen ist Verwaltungssitz von Unternehmen wie E.ON SE, RWE AG und Steag. Im Land wurden 2010 knapp 30 Prozent des deutschen Stroms produziert, davon 88 Prozent aus fossilen Brennstoffen (41 Prozent aus Braun-, 31 Prozent aus Steinkohle, 16 Prozent Erdgas/Mineralöl). Entlang von Rhein und Ruhr existieren überdies einige große Raffinerien. Die Rheinland Raffinerie südlich von Köln ist die größte Deutschlands.
Das Kernkraftwerk Würgassen (640 MW) wurde von 1971 bis 1994 betrieben. Das Kernkraftwerk THTR-300 in Hamm-Uentrop wurde 1983 testweise in Betrieb genommen, erwies sich als sehr unausgereift und wurde im September 1989 nach 423 Tagen Volllastbetrieb endgültig stillgelegt. Der 1985 fertiggestellte schnelle Brüter in Kalkar wurde nicht in Betrieb genommen und ist seit 1995 ein Freizeitzentrum. Kleine Forschungsreaktoren befanden sich in der RWTH Aachen und im Forschungszentrum Jülich. Der letzte (FRJ-2) wurde 2006 ausgeschaltet.
2009 gab es in NRW über 3100 Unternehmen der Branche der erneuerbaren Energien. Diese Branche beschäftigte 18.500 Beschäftigte. Eines der bekanntesten Unternehmen war SolarWorld (1998–2018). Der von der Landesregierung in Auftrag gegebene „Energieatlas NRW“ und zwei Potenzialstudien ermittelten die Möglichkeiten des Einsatzes erneuerbarer Energien im Land. Demnach verfügt NRW über große Potenziale bei Sonnenenergie und Windenergie. Mitte 2016 waren im Land 3256 Windkraftanlagen mit einer Gesamtleistung von 4319 MW installiert.
Stand 17. August 2023 waren 6943 MW installiert.
Im gesamten Bereich der privaten Energie- und Wasserversorgung arbeiteten 2007 rund 85.000 Menschen.
Nach der Landtagswahl 2017 führten CDU und FDP (die die Regierung Rüttgers stellten) einen neuen Mindestabstand (1.500 Meter) zwischen Wohnbebauung und neuen Windkraftanlagen ein. Dadurch kam der Neubau von WKAs fast zum Erliegen. Im Juli 2021 musste die schwarz-gelbe Landesregierung Laschet wegen einer Gesetzesänderung auf Bundesebene den Abstand auf 1.000 Meter verringern. Grüne und SPD, beide in der Opposition, wollten damals die Regel ganz abschaffen.
Nach der Landtagswahl am 15. Mai 2022 bildete sich eine schwarz-grüne Landesregierung unter Hendrik Wüst (Kabinett Wüst II).
Im Juni 2023 stellte sie ein erstes Klimaschutzpaket vor und brachte ein Gesetz zur Abschaffung des Abstandsgebots ein. Der Landtag NRW verabschiedete das Gesetz am 25. August 2023 mit großer Mehrheit (87 %).

### Sonstige Industriebranchen
Nordrhein-Westfalen ist ein bedeutender Standort der deutschen Ernährungsbranche. Über 1000 Unternehmen der Nahrungsmittelproduktion (ohne Landwirtschaft) beschäftigen im Jahr 2007 über 93.000 Arbeitnehmer. Größtes Unternehmen dürfte die Dr. August Oetker KG sein. Weitere bekannte Unternehmen sind Haribo (Bonn), Katjes (Emmerich) oder Intersnack (Köln, Marken: Chio Chips, funny frisch).
Unternehmen der Gebäudetechnik, insb. Bad- und Sanitärunternehmen sitzen in Nordrhein-Westfalen, u. a. Grohe, Dornbracht, Keuco und Viega. Mehr als 60 Prozent der in Deutschland gefertigten Sanitärarmaturen stammt von hier.
Die Möbelbranche und Holz verarbeitende Industrie ist traditionell in Ostwestfalen-Lippe (über 250 Möbelfirmen alleine in OWL) sowie im Sauerland eine wichtige Branche. Sie beschäftigt rund 40.000 Personen. Insgesamt sind rund 200.000 Arbeitsplätze des Landes direkt oder indirekt von der Branche abhängig.
Die Textilindustrie ist zwar beschäftigungswirksam mit rund 9000 Mitarbeitern von eher untergeordneter landesweiter Bedeutung, allerdings sitzen hier mit Falke, Gerry Weber, Huesker, van Laack und Seidensticker nach wie vor führende Textilunternehmen. Im Raum Minden-Ravensberg hat die Industrie jedoch bereits seit Jahrhunderten eine wichtige Rolle inne. Weiterhin ist Düsseldorf zu nennen, das sich auch als „Modestadt“ bezeichnet, und das Standort der Modemessen cpd ist.

## Dienstleistungssektor

### Handel

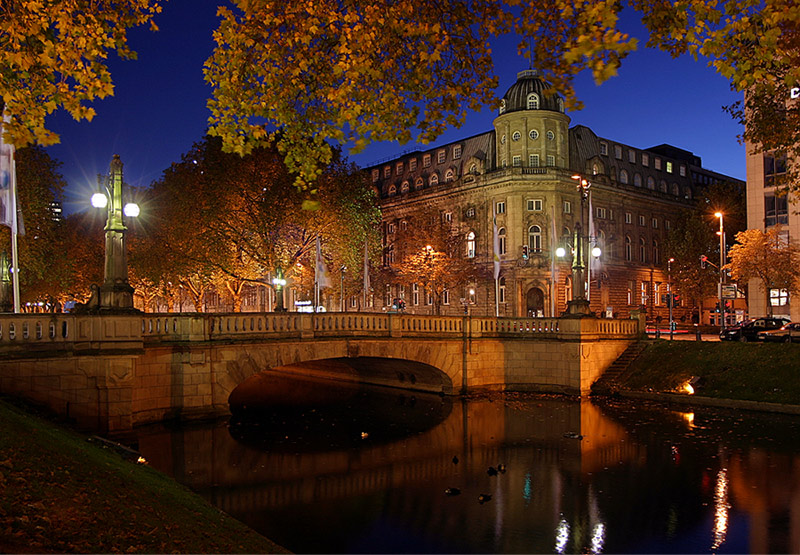
Die Königsallee in Düsseldorf ist eine der bekanntesten Einkaufsstraßen des Landes.

Rund 16 Prozent der Beschäftigten des Landes arbeiten im Handel und tragen zu rund zwölf Prozent des BIP des Landes bei. Die Hälfte der 50 größten Handelsunternehmen Deutschlands hat in Nordrhein-Westfalen seinen Hauptsitz. Beispiele sind die Metro AG, die Rewe Group, Aldi, Tengelmann und Karstadt. Im Einzelhandel arbeiten rund 715.000 Menschen, in der Handelsvermittlung rund 24.000 und im Großhandel etwa 317.000. Insgesamt sind im Bereich Handel, Reparatur von Kfz und Gebrauchsgütern fast 1,4 Millionen beschäftigt.
Besonders die Einkaufsstraßen in der Region Rhein-Ruhr sind aufgrund der hohen Bevölkerungsdichte stark frequentiert. Zu den zehn meist frequentierten Einkaufsstraßen Deutschlands gehören drei Straßen in Nordrhein-Westfalen (Stand 2013): Dies sind der Westenhellenweg (Dortmund, Platz 1), die Schildergasse (Köln, Platz 3) und die Flingerstraße (Düsseldorf), Platz 4). Daneben genießt vor allem die Düsseldorfer Königsallee einen überregionalen Ruf als „Luxusmeile“. Neben den Innenstadtlagen ziehen auch größere Einkaufszentren Kunden an, von denen der Ruhr-Park in Bochum, das Rhein-Ruhr Zentrum in Mülheim an der Ruhr, das Einkaufszentrum am Limbecker Platz in Essen sowie das Centro in Oberhausen die vier größten sind.

### Finanzwirtschaft

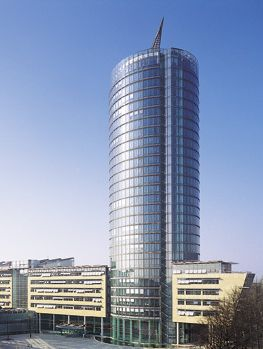
Hauptsitz der Ergo Versicherungsgruppe in Düsseldorf

Das Land ist Sitz zahlreicher Kreditinstitute und Versicherungsunternehmen, sowie 87 Sparkassen (Sparkassenverband Westfalen-Lippe und Rheinischer Sparkassen- und Giroverband). Daneben existieren über 100 Volks- und Raiffeisenbanken sowie zwei Sparda-Banken, drei PSD Banken, sowie diverse Spezialbanken, darunter die Bank im Bistum Essen und die Dortmunder Bank für Kirche und Diakonie, als bedeutende Kirchenbanken. In der Kredit- und Versicherungswirtschaft sind 207.000 Menschen in Nordrhein-Westfalen beschäftigt. Die größten bzw. bekanntesten Unternehmen aus dem Bankensektor mit Hauptsitz am Finanzplatz Düsseldorf sind die NRW.Bank, die IKB Deutsche Industriebank, die Targobank, die Sparda-Bank West, die HSBC Trinkaus, die Deutsche Apotheker- und Ärztebank, sowie einige Auslandsbanken wie MUFG, Mizuho und Sumitomo Mitsui Banking Corporation, die allesamt ihren Hauptsitz in der NRW-Landeshauptstadt haben. Darüber hinaus haben die Postbank (Bonn), die Santander Consumer Bank (Mönchengladbach) und die Toyota Kreditbank (Köln) ihren Sitz in NRW. Darüber hinaus gibt es in NRW bedeutende Versicherungsstandorte. Einige bekannte Unternehmen mit Sitz in NRW sind die deutsche AXA (Köln), die Continentale (Dortmund), die Provinzial NordWest (Münster), Provinzial Rheinland (Düsseldorf), die Signal Iduna (Dortmund/Hamburg), die Ergo Versicherungsgruppe (Düsseldorf), die ARAG (Düsseldorf) und die Gothaer Versicherungen (Köln).
Eine der größeren Regionalbörsen in Deutschland sowie die größte Börse des Landes ist die Börse Düsseldorf. Die Börse berechnet den NRW-MIX. Dieser Börsenindex umfasst die 50 größten Aktiengesellschaften in Nordrhein-Westfalen, die nicht im DAX vertreten sind.

### Medien
In der nordrhein-westfälischen Medien- und Entertainmentbranche sind rund 105.000 Beschäftigte in rund 15.900 Firmen beschäftigt. Weiterhin haben rund 24.200 Unternehmen aus der Werbebranche und Marktkommunikation ihren Sitz im Land. Die Zahl der dort Beschäftigten beträgt ca. 81.000.
Das ostwestfälische Unternehmen Bertelsmann ist eines der größten Medien- und Verlagsunternehmen der Welt.

#### Printmedien
Zwar hat der Konzentrationsprozess der Presse dazu geführt, dass insbesondere die Funke Mediengruppe in einigen Teilen des Landes eine fast monopolartige Stellung erlangt hat, gleichwohl gibt es daneben weiterhin eine meist lokal und regional beschränkte, aber durchaus lebendige und vielfältige Presselandschaft. Eine landesweite Tageszeitung hat sich seit der Gründung des Landes nicht herausgebildet. In Dortmund erscheinen die Ruhr Nachrichten, in Düsseldorf die Rheinische Post und das Handelsblatt. Im Raum Köln existiert etwa der DuMont Verlag als Anbieter von Presseerzeugnissen wie dem Express. In Ostwestfalen erscheinen die Neue Westfälische und das Westfalen-Blatt. Im Münsterland sind die Westfälischen Nachrichten die auflagenstärkste Tageszeitung. In Südwestfalen dominieren mit der Westfälischen Rundschau und der Westfalenpost zwar Blätter aus der Funke Mediengruppe, jedoch gibt es daneben verschiedene Zeitungen des Verlegers Dirk Ippen (Westfälischer Anzeiger, Lüdenscheider Nachrichten usw.). Eine überregionale Zeitung, die im Land produziert wird, ist das Handelsblatt. Dazu kommen noch die konfessionellen Blätter wie z. B. Deutschlands größte katholische Wochenzeitschrift, das Liboriusblatt aus Hamm.

#### Rundfunk und Fernsehen

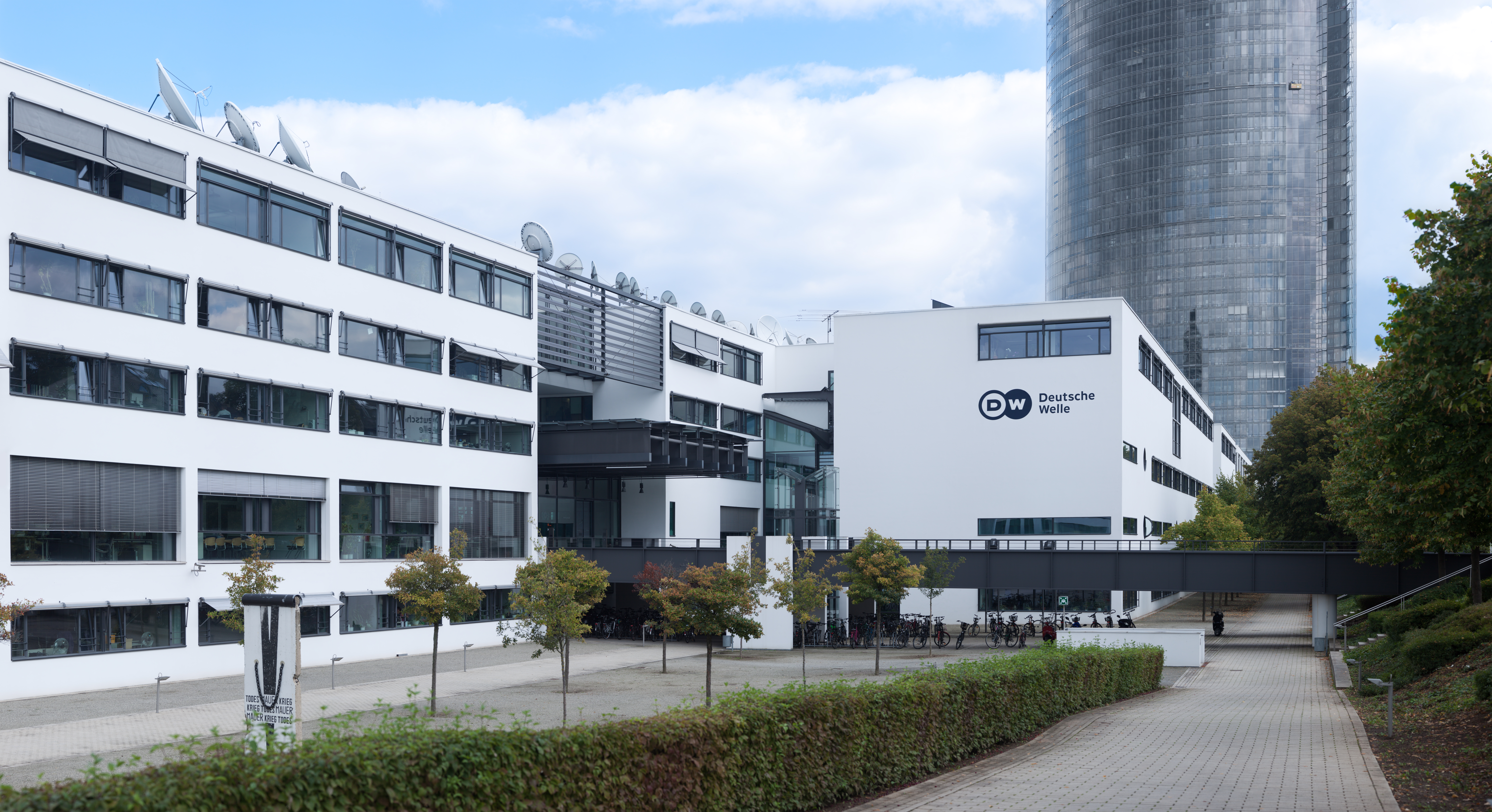
Der ehemals als Abgeordnetenhaus vorgesehene Schürmann-Bau in Bonn ist Sitz der Deutschen Welle.

Der öffentlich-rechtliche Westdeutsche Rundfunk (WDR) ist als Landesrundfunkanstalt der größte Sender im Land. Er ist nicht nur einer der größten Programmlieferanten der ARD, sondern betreibt mit dem WDR Fernsehen ein eigenes Fernseh-Vollprogramm, das nicht zuletzt Wert auf regionale Berichterstattung legt und in elf größeren Städten Lokalstudios unterhält. Daneben betreibt der WDR sechs verschiedene Hörfunkprogramme, die sich an ein jeweils unterschiedliches Zielpublikum richten. In Düsseldorf befindet sich unter anderem das Landesstudio NRW des ZDF und mit QVC der umsatzstärkste Teleshoppingsender Europas. In Köln hat auch der Deutschlandfunk seinen Sitz. Der öffentlich-rechtliche Sender bietet ein Informationsprogramm mit den Schwerpunkten Politik, Wirtschaft, Kultur und Sport, das bundesweit zu empfangen ist. Von Bonn aus sendet die Deutsche Welle in die ganze Welt. Der Auslandssender der Bundesrepublik produziert in der Bundesstadt das Hörfunk- und Internetprogramm. Neben dem WDR Fernsehen gibt es mit NRW.TV ein landesweites privates Fernsehprogramm, sowie zwei weitere regionale private Fernsehsender in Nordrhein-Westfalen. Im Oktober 2005 ging das Kölner Lokalfernsehen center.tv auf Sendung, welches auch mit einer Ausgabe für Düsseldorf vertreten ist. Im März 2006 folgte aus Duisburg Studio 47. Neben dem WDR haben auch einige Sender der RTL-Gruppe, u. a. RTL Television, N-TV und VOX ihren Sitz in Köln. Bis zum Umzug nach Berlin waren auch die Musiksender VIVA und VIVA Plus in Köln ansässig. Durch die Vielzahl der Fernsehsender hat sich in Köln eine beachtliche Medienkonzentration entwickelt, zu der neben den Sendern auch Studios, Produktionsfirmen und weitere Medienunternehmen gehören. In Nordrhein-Westfalen gibt es zudem 46 Lokalradios, die alle das Mantelprogramm von Radio NRW aus Oberhausen nutzen. Als erstes Lokalradio in Nordrhein-Westfalen hatte Radio DU (heute: Radio Duisburg) im April 1990 Sendestart. Der Lokalsender Radio Lippewelle Hamm erreichte bei der E.M.A. 2007 I täglich 48,1 % der Hörer in Hamm und belegt damit Platz 1 im Ranking unter den 46 NRW-Lokalradios.
Für die Zulassung privater Fernseh- und Hörfunkprogramme ist in Nordrhein-Westfalen die Landesanstalt für Medien Nordrhein-Westfalen (LfM) mit Sitz in Düsseldorf zuständig.

### Tourismus und Gastgewerbe

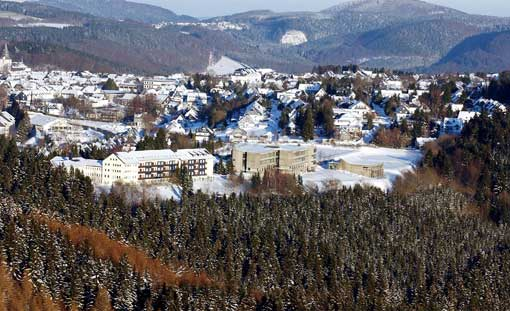
Winterberg ist der bekannteste Wintersportort des Landes.

Das Land verzeichnete 2022 rund 20,3 Millionen Gäste und rund 47,5 Millionen Übernachtungen in den meldepflichtigen Beherbergungsbetrieben. 2019 trug der Tourismus insgesamt (direkt und indirekt) mit Bruttowertschöpfungseffekten in Höhe von 29,5 Milliarden Euro 4,8 Prozent zur gesamten Wirtschaftsleitung und mit 649.900 Arbeitsplätzen 6,9 Prozent zur Gesamtbeschäftigung in Nordrhein-Westfalen bei. Die Regionen mit der längsten Übernachtungsdauer pro Aufenthalt sind der Teutoburger Wald (Ostwestfalen-Lippe wird wegen seiner zahlreichen Heilbäder als Heilgarten Deutschlands bezeichnet), das Siegerland, das Wittgensteiner Land und das Sauerland. Letztere sind die bekanntesten Wintersportregionen des Landes. Skifahren ist auch in zwei Skihallen (Skihalle Neuss und Alpincenter Bottrop) möglich. Insgesamt hat das Land über 900 Museen und über 30 Heil- und Kurorte. Mit dem Kölner Dom, dem Aachener Dom, den Schlössern Augustusburg und Falkenlust in Brühl, Zollverein in Essen, Corvey mit dem karolingischen Westwerk und der Civitas Corvey in Höxter und dem niedergermanischen Limes gibt es sechs UNESCO-Weltkulturerbestätten. Das landesweite Radnetz NRW verfügt über eine Gesamtlänge von ca. 30.000 Kilometern, das Netz an gepflegten Wanderwegen kommt auf eine Länge von über 50.000 Kilometern. Mit dem Nationalpark Eifel gibt es seit 2004 zudem neben den aktuell zwölf Naturparken auch einen Nationalpark.

### Sonstige Dienstleistungsbranchen
Durch seine zentrale Lage in Europa und die große Wirtschaftskraft des Landes ist das Land ein bedeutender Standort der Logistikbranche. In diesem Bereich sind rund 250.000 Mitarbeiter beschäftigt. Unter Berücksichtigung der Beschäftigten mit Logistikaufgaben in Industrie- und Handelsunternehmen sind rund 570.000 Personen in der Branche tätig. Bedeutende nordrhein-westfälische Unternehmen in diesem Bereich sind Schenker und die Deutsche Post AG.
Im Bereich Informations-, Kommunikationstechnik, Telekommunikation arbeiten rund 135.000 Beschäftigte. Die drei größten deutschen Telekommunikationskonzerne, Deutsche Telekom (u. a.: T-Mobile), die deutsche Niederlassung Vodafones und E-Plus, sitzen in Nordrhein-Westfalen. Die IT-Unternehmen sind überwiegend mittelständisch geprägt. Zu den bekanntesten zählen Firmen wie Wincor Nixdorf, Fujitsu Siemens und Maxdata.

## Öffentliche Haushalte
Die Schulden des Landes betrugen nach Statistiken des Statistischen Bundesamtes zum 31. Dezember 2010 184,96 Mrd. Euro, wenn man alle Haushalte des Landes (also inkl. Extrahaushalte) einbezieht aber die Haushalte und Extrahaushalte der Gemeinden und Gemeindeverbände zunächst außer betracht lässt. Von den 184,96 Mrd. EUR Gesamtschulden entfallen unter anderem 174,79 Mrd. EUR auf Verbindlichkeiten (Wertpapierschulden, Kredite, Kassenkredite) beim nicht-öffentlichen Bereich und 10,166 Mrd. EUR auf Verbindlichkeiten beim öffentlichen Bereich (Kredite und Kassenkredite). Zusätzlich ist Nordrhein-Westfalen Verpflichtungen aus Bürgschaften über 17,276 Mrd. EUR eingegangen (Hinweis: Bürgschaften führen nicht zwangsläufig zu einer Auszahlung). Die Schulden der Gemeinden und Gemeindeverbände belaufen sich auf 48,95 Mrd. EUR. Gemeinden und Gemeindeverbände bürgen zusätzlich für 7,62 Mrd. EUR. Unter Berücksichtigung der Haushalte der Gemeinden und Gemeindeverbände und deren Extrahaushalte ergeben sich also insgesamt Gesamtschulden der öffentlichen Haushalte in Nordrhein-Westfalen von 233,907 Mrd. EUR und Bürgschaften in Höhe von 24,897 Mrd. EUR.
Besonders stark stiegen die Wertpapierschulden und Kredite beim nicht-öffentlichen Bereich seit dem 31. Dezember 2009. Die Schuldenlast hat sich in diesem Bereich um rund 50 Mrd. EUR erhöht. Besonders bedeutsam waren die Verpflichtungen aus der Abwicklung der WestLB und Errichtung der Ersten Abwicklungsanstalt. Durch diesen Vorgang wird der nordrhein-westfälische Landeshaushalt um rund 42,6 Mrd. EUR zusätzlich belastet.
Das Finanzministerium weist im Finanzbericht 2010 zum 31. Dezember 2010 einen Schuldenstand ohne Betrachtung der Haushalte und Extrahaushalte der Gemeinden und Gemeindeverbände sowie ohne Betrachtung der Extrahaushalte des Landes (zum Beispiel die Verbindlichkeiten aus der WestLB-Abwicklung) von rund 126,8 Mrd. EUR aus. Nach Planungen des Finanzministeriums sollen diese „Kernverbindlichkeiten“ bis zum Ende des Jahres 2015 auf rund 145,6 Mrd. EUR wachsen.
Trotz dieser Staatsverschuldung genießt Nordrhein-Westfalen eine hohe Bonität. Allerdings senkte die private amerikanische Ratingagentur Moody’s, die dem Land die Bestbewertung „Aa1“ zuschreibt, im Juli 2012 ihren Ausblick auf die weitere Entwicklung wegen der Staatsschuldenkrise im Euroraum und der beabsichtigten Neuverschuldung des Landes in Höhe von 4,6 Milliarden Euro von „stabil“ auf „negativ“.
Aufgrund neuer grundgesetzlicher Regelungen, die gemeinhin als Schuldenbremse bezeichnet werden und die in Teilen bereits ab dem Haushaltsjahr 2011 voll durchgreifen, darf Nordrhein-Westfalen ab dem Haushaltsjahr 2020 grundsätzlich nur noch Landeshaushalte beschließen, die ohne Einnahmen aus Krediten auskommen. Entsprechende Finanzplanungen zur Reduzierung des Haushaltsdefizits sind daher bereits jetzt zu entwickeln.
In einem bisher im Land beispiellosen Vorgang hat der Verfassungsgerichtshof Nordrhein-Westfalen am 15. März 2011 den von der rot-grünen Koalition verabschiedeten Nachtragshaushalt für das Haushaltsjahr 2010 für verfassungswidrig erklärt. Der Etat ist nachzubessern. Als Begründung wurde vom Gericht die unzulässig hohe Verschuldung angeführt. 2013 erklärte der Verfassungsgerichtshof den Haushalt 2011 mit derselben Begründung für verfassungswidrig.
Im Länderfinanzausgleich gehörte Nordrhein-Westfalen meist – jedoch nicht immer – zu den Geberländern. 2011 (vorläufiges Ergebnis) erhielt das Land rund 212 Millionen Euro von den Geberländer. Dies entspricht jedoch nur einem Bruchteil der Gesamtsumme des Finanzausgleiches.

## Militär
Nach Ende des Kalten Krieges hat die Bundeswehr insbesondere mit Auflösung der 7. Westfälischen Panzerdivision ihre Truppen in Nordrhein-Westfalen deutlich reduziert. Die Militärverbindungskommission der Roten Armee ist aus Bünde gänzlich abgezogen. Auch die Präsenz belgischer Streitkräfte wurde stark reduziert. Das Militär spielt wirtschaftlich daher eine nur noch untergeordnete Rolle. Immerhin sind aber noch rund 38.800 Dienstposten im Land vorgesehen. Eine größere Ausnahme bildet Ostwestfalen-Lippe, wo immer noch die Panzerbrigade 21, weitere Truppenteile der 1. Panzerdivision sowie große Teile der britischen 1. Panzerdivision stationiert sind. Daneben gibt es nur noch vereinzelt Einrichtungen der Streitkräfte im Land. In der Luftwaffenkaserne in Köln-Wahn sind mit dem Luftwaffenamt und dem Luftwaffenführungskommando, wie auch in Bonn (Bundesministerium der Verteidigung mit militärischen Führungsstäben), Köln (Heeresamt), Münster (Stab 1. Deutsch-Niederländisches Korps) und Mönchengladbach (u. a. Stab des Allied Command Europe Rapid Reaction Corps im JHQ Rheindahlen), Führungsbehörden und Stäbe der Streitkräfte stationiert.

## Partnerschaften
- Provinz Buenos Aires, Argentinien. Die Partnerschaft wurde im April 2019 unterzeichnet.